# Алесандро Манцони
Алесандро Манцони (итал. Alessandro Manzoni; 7. март 1785 — 22. мај 1873) је био италијански писац. Сматра се једним од највећих лирских песника италијанског романтизма и једним од најзначајнијих песника европске поезије XIX века.